# 45er Nationale Kreuzer

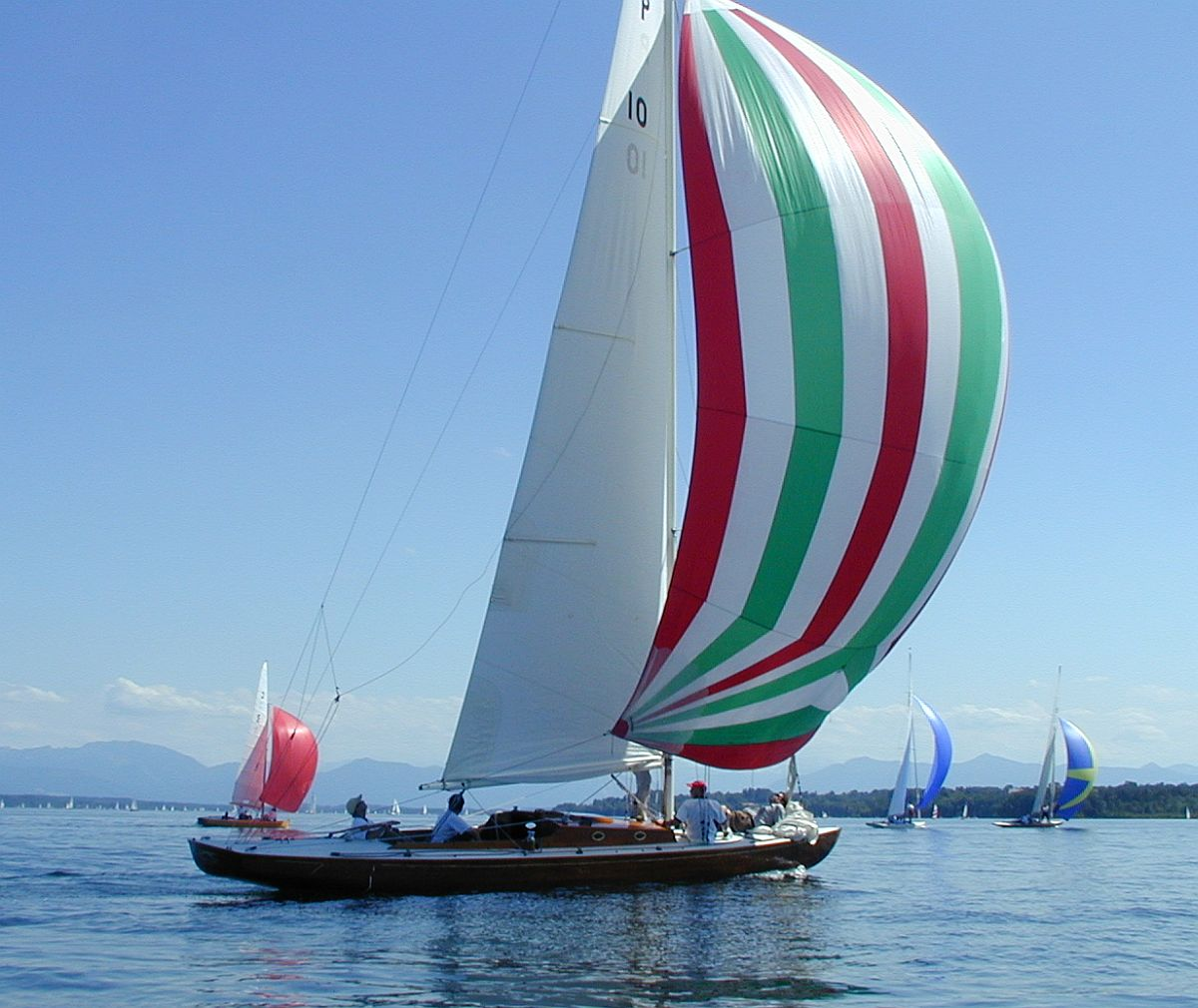
45er Nationaler Kreuzer

Der 45er Nationale Kreuzer ist ein Segelbootstyp mit 45 m² Segelfläche. Die Klassenvorschriften sehen folgende Maximalmaße vor: vermessene Segelfläche 45 m², Länge über alles 10,50 m, Tiefgang 1,20 m, Gewicht mindestens 2400 kg. Außerdem wurde bei der Erstellung der Bauvorschriften auf Wohnlichkeit geachtet.

## Geschichte
1911 beschloss der Seglertag des Deutschen Segler-Verbandes den Aufbau der Nationalen Kreuzerklasse. Es sollte ein kostengünstiges, wohnliches Tourenschiff und gleichzeitig schnelles Regattaschiff mit weniger Takelung als bei zu dieser Zeit vergleichbaren Yachten werden. Der 45er Nationale Kreuzer wurde als Binnenkreuzer konzipiert und 1912 wurden die ersten Yachten gebaut. Besonders auf den Berliner Seen und im süddeutschen Raum war diese neue Klasse weit verbreitet, auch auf Regattabahnen. Dann blieb es lange Zeit still um diese Klasse, bis ab 1990 die Martin Werft und später auch die Glas Werft Neuauflagen dieses Klassikers anboten und insgesamt über 20 moderne 45er bauen und im süddeutschen Raum verkaufen konnten.
Heute sind 60 45er Nationale Kreuzer im Register eingetragen. Die Klassenvereinigung kümmert sich um die Erhaltung dieser so zeitlosen Traditionsklasse. Und am Bodensee ist sie noch heute eine aktive Regattaklasse, in der liebevoll und fachmännisch restaurierte „Oldtimer“ in Klassenregatten ohne Vergütung gegen Neubauten antreten und so manches Mal die (charakteristische) Nase vorne behalten. Aber auch am Starnberger See, am Chiemsee und auf mehreren Schweizer Seen sind sie noch vertreten.